# Frands Nielsen
Frands Nielsen (født 6. september 1811 i Nørre Hvalsø, død 3. januar 1882 i Stenlille) var en dansk smed, gårdejer og politiker. Han var medlem af Folketinget fra 1858 til 1861.
Nielsen blev født i Nørre Hvalsø lidt nord for Kirke Hvalsø som søn af husmand Niels Pedersen. Han blev udlært smed i Soderup Sogn mellem Tølløse og Kirke Hvalsø. I 1831 lejede han en smedje, og i 1833 giftede han sig til et hus med 3 tønder land i Bukkerup i Soderup Sogn hvor han arbejdede som smed. Han købte senere en gård på 3 tønder hartkorn som han i 1859 byttede med en gård i Stenlille. Gården i Stenlille blev omkring år 1880 overtaget en søn, men Frands Nielsen beholdt et jordlod på 16 tønder land som han byggede et hus på. Han var tillidsmand i Den sjællandske Bondestands Sparekasse.
Frands Nielsen var medlem af sogneforstanderskabet i Soderup Sogn fra 1854 til 1858, og formand de to sidste år, og medlem af sogneforstanderskabet i Stenlille Sogn 1862-1867. Han blev valgt til Folketinget i Holbækkredsen ved folketingsvalget i 1858, men genopstillede ikke ved næste valg i 1861. Han stillede op ved valget i Ruds Vedby-kredsen mod Lars Dinesen i 1869, men blev ikke valgt og stillede ikke op ved flere valg. Politisk tilhørte han i Folketinget Venstre.